# Пітер Барр
Пітер Барр (англ. Peter Barr, 20 квітня 1826 — 17 вересня 1909) — британський ботанік та садівник.

## Біографія
Пітер Барр народився 20 квітня 1826 року.
Барр присвятив своє життя вдосконаленню нарцисів. Він також працював над іншими рослинами - півоніями.
Пітер Барр помер 17 вересня 1909 року.

## Наукова діяльність
Пітер Барр спеціалізувався на насіннєвих рослинах.

## Наукові роботи
- Ye Narcissus or daffodyl flowre, and hys roots, with hys histoire and culture…: embellished with manie woodcuts (1884).
- Readings on the Lilies of the World (1901).